# Мотвица
Мотвица (пол. Motwica) — деревня в Бяльском повете Люблинского воеводства Польши. Входит в состав гмины Соснувка. Находится примерно в 38 км к югу от центра города Бяла-Подляска. По данным переписи 2011 года, в деревне проживало 316 человек.
В 1975—1998 годах деревня входила в состав Бяльскоподляского воеводства.
В Мотвице находится римско-католический приход Рождества Пресвятой Богородицы — церковь, возведённая в конце XVIII века как униатская, а в 1875—1918 годах использовавшаяся как православная церковь. В Мотвице также находится кладбище солдат Советской Армии.

## Население
Демографическая структура по состоянию на 31 марта 2011 года:
|         | Всего | До трудоспособного возраста | Трудоспособного возраста | Старше трудоспособного возраста |
| ------- | ----- | --------------------------- | ------------------------ | ------------------------------- |
| Мужчины | 165   | 36                          | 109                      | 20                              |
| Женщины | 151   | 28                          | 75                       | 48                              |
| Всего   | 316   | 64                          | 184                      | 68                              |